# Могила О. Н. Вересая
Могила О. Н. Вересая — памятник истории национального значения в Сокиринцах.

## История
Постановлением Кабинета министров Украины от 03.09.2009 № 928 «Про занесение объектов культурного наследия национального значения в Государственный реестр недвижимых памятников Украины» («Про занесення об'єктів культурної спадщини національного значення до Державного реєстру нерухомих пам'яток України») присвоен статус памятник истории национального значения с охранным № 250035-Н под названием Могила кобзаря Остапа Вересая. 

## Описание
В честь украинского кобзаря Остапа Никитовича Вересая, который длительное время жил и умер в Сокиринцах было установлено два памятника: один на его могиле на кладбище, другой в Сокиринском парке возле дворца Галаганов. В 1959 году в бывшем дворце Галаганов в Сокиринцах открыта музей-комната Вересая (ныне историко-этнографический музей Остапа Вересая).
8 июля 1978 года на могиле О. Н. Вересая был открыт памятник, который представляет из себя фигуру кобзаря с кобзой из бронзы высотой 2,5 м, которая опирается на гранитную плиту. На плите закреплена надпись — «Видатний український народний кобзар Вересай Остап Микитович 1803-1890» («Выдающийся украинский народный кобзарь Вересай Остап Никитович 1803-1890»). Автор — скульптор, Заслуженный художник УССР И. А. Коломиец.
Кроме того ранее, в 1971 году в Сокиринском парке был открыт Памятник О. Н. Вересаю — памятник монументального искусства местного значения с охранным № 1795. В 1963 году житель села, художник и поэт Н. И. Харченко по графическому рисунку Л. М. Жемчужникова создал скульптуру, которая потом легла в основу памятника высотой 3,4 м, сооружённого по проекту архитектора Н. Е. Бойко. Выполненная из железобетона и меди фигура кобзаря, сидящего и играющего на бандуре, установлена на постаменте в виде холма высотой 2,3 м, сложенного из сцементированных глыб розового гранита. На глыбе закреплена металлическая табличка с надписью: «Вересай Остап Микитович 1803-1890».